# Bloeiwijze

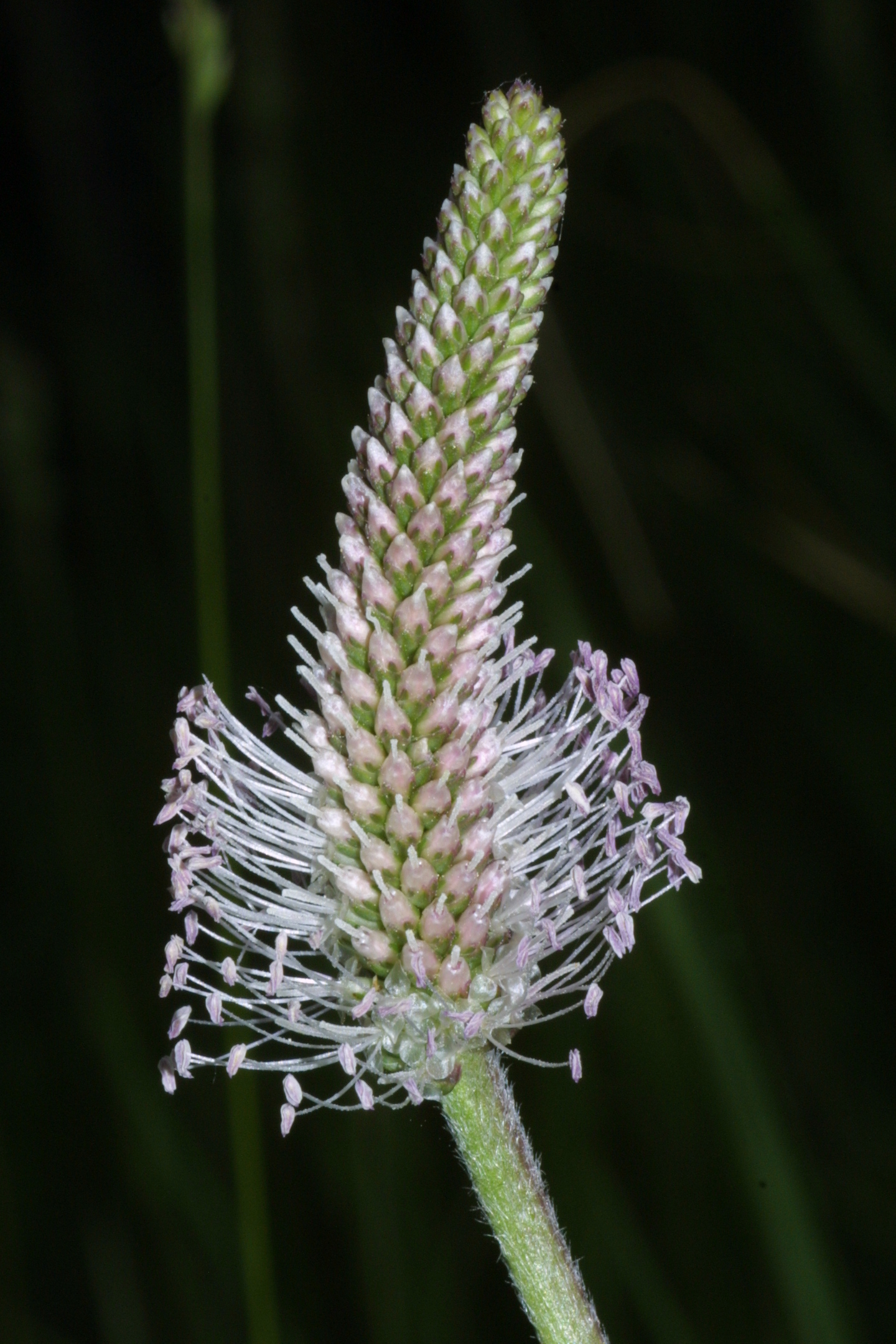
Aar van een bloeiende ruige weegbree (Plantago media).

Bloeiwijze, bloemgestel, bloeigestel of inflorescentie is de (concrete) bijeenbehorende groep van bloemen met hun stengeldelen. 
Er zijn verschillende typen van bloeiwijzen te onderscheiden. Deze (abstracte) rangschikking van de bloemen ten opzichte van elkaar heet ook bloeiwijze of anthotaxis. Naast een theoretische indeling is er ook een meer praktische indeling naar uiterlijk van de bloeiwijze.

## Theoretische indeling

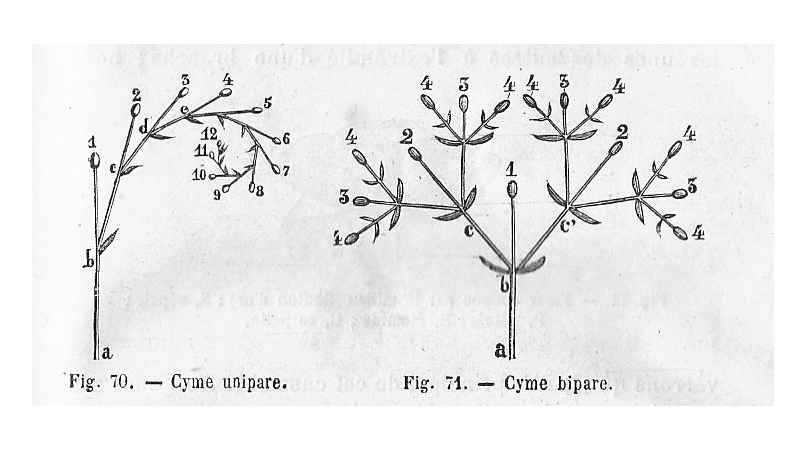
Monochasium en dichasium

Te onderscheiden typen van rangschikking van de bloemen zijn:
- plant eenbloemig. Bij één bloem per bloemsteel is het mogelijk dat het toch gaat om een bloeiwijze, maar dat die gereduceerd is tot één bloem (1-bloemig), zoals bij het vrouwelijke hoofdje van alsemambrosia. Er zijn dan omwindselblaadjes aanwezig in plaats van kelkbladen.
- plant met verspreide bloemen.
- bloemen in een bloeigestel of inflorescentie, bestaande uit stengelachtige en bladachtige delen. Op grond van de aantallen van zijassen, hun relatieve lengte, en daarmee samengaand de volgorde van ontluiking kan (meer of minder duidelijk) worden onderscheiden in:
  - middelpuntzoekende, onbepaalde of racemeuse bloeiwijze: er zijn veel assen, meestal zonder bloem aan de hoofdas, waarbij de bloemen van onder naar boven (van buiten naar binnen) ontluiken.
  - middelpuntvliedende, bepaalde of cymeuse bloeiwijze: de hoofdas is kort en wordt meestal afgesloten met een bloem, die als eerste ontluikt; de zijassen vertakken net zo als de hoofdas.
    1. monochasium: meestal slechts een zijas, soms twee, maar dan is een van beide minder ontwikkeld.
    2. dichasium: steeds twee zijassen per as, vaak tegenoverstaand.
    3. pleiochasium: met meer dan twee zijassen in kransen per as.

  - gemengde of heterotactische bloeiwijze: de zijassen vormen geen herhaling van de vertakking van de hoofdas.

## Bloeiwijzen naar uiterlijk
Het is niet altijd eenvoudig om de juiste bloeiwijze te onderscheiden, soms is dit alleen te zien aan de inplanting van de schutbladen, bijvoorbeeld bij de tros en de waaier. Daarom worden in de praktijk de bloeiwijzen vooral onderscheiden naar het uiterlijk. De terminologie wordt niet alleen toegepast op bloeiwijzen met bloemen, maar soms ook op de samengestelde bloeiwijzen met bloemhoofdjes zoals bij composieten.

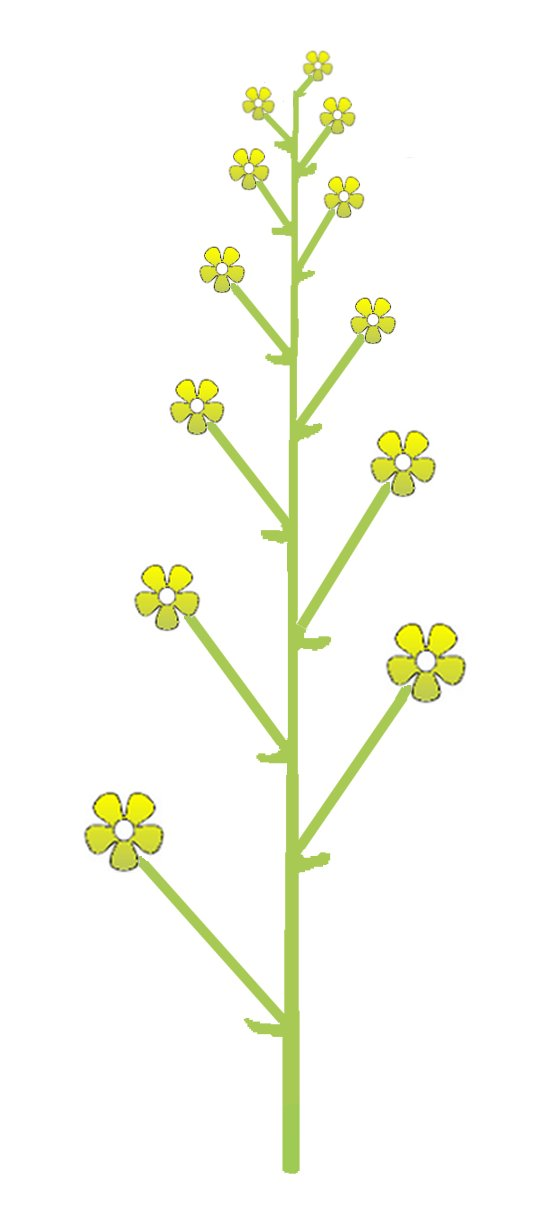
tros
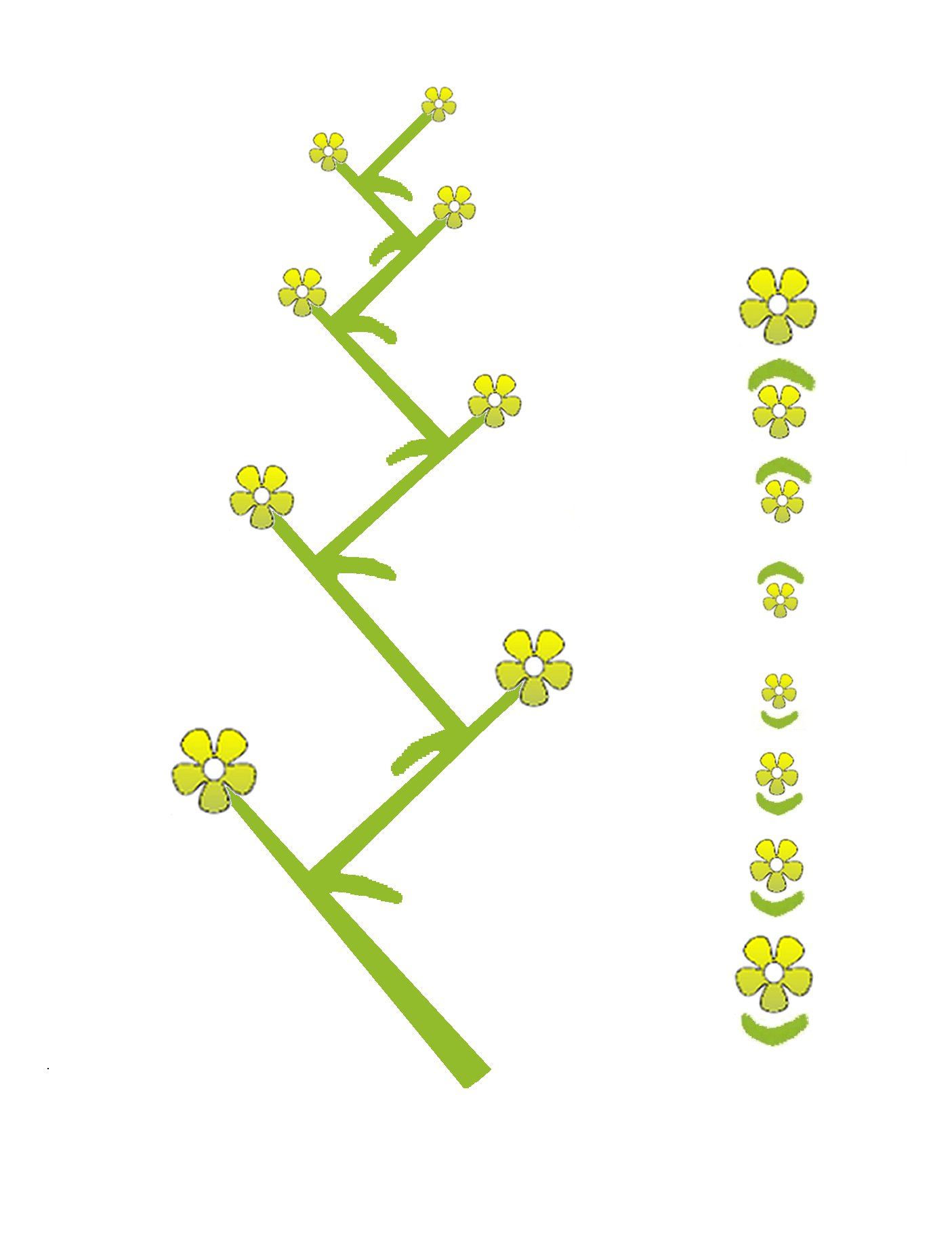
waaier

Bij meer dan één bloem per bloemsteel (soms maar één bloem) worden de volgende bloeiwijzen, waarop het samenstel van bloempjes gegroepeerd zijn, onderscheiden:

### Ongesteeldeofzittendebloemen
- hoofdje (middelpuntzoekende, enkelvoudige bloeiwijze, bij composieten)
- bloemkoek of bloembed (bijvoorbeeld bij vijgenboom en andere soorten uit de moerbeifamilie)
- bloemkluwen (bloempjes zitten dicht op elkaar, bijvoorbeeld brandnetel en ganzenvoet)
- aar (middelpuntzoekende, enkelvoudige bloeiwijze, bijvoorbeeld weegbree, bremraap)
- aartje (bij grassen)
- katje (gemengde bloeiwijze, walnoot, berk, wilg)
- bloeikolf (middelpuntzoekende, enkelvoudige bloeiwijze, bijvoorbeeld aronskelk)

Ongesteelde, zittende bloemen
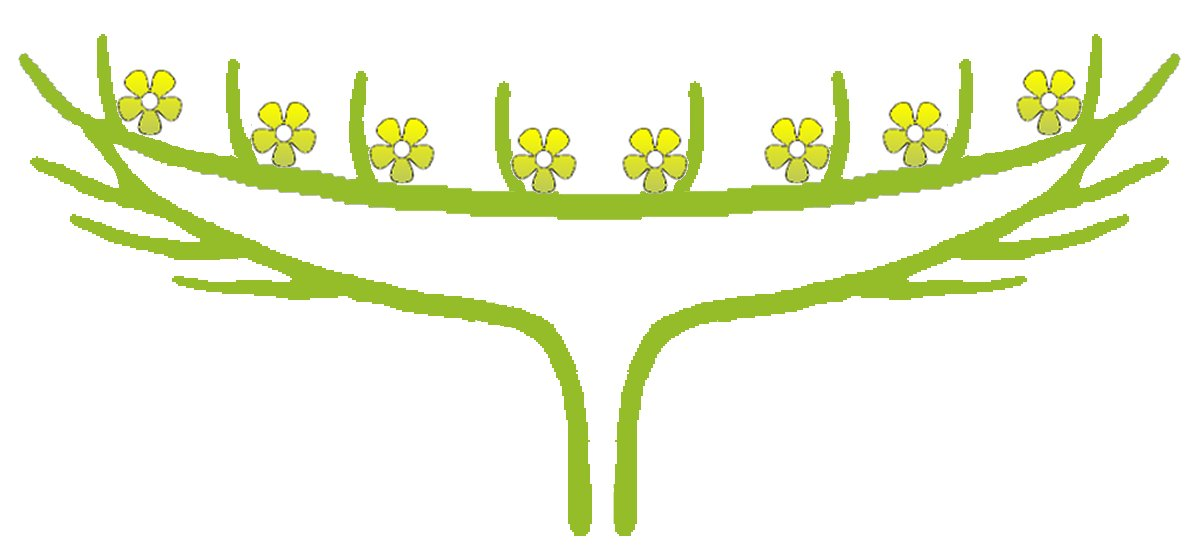
schotelvormig hoofdje
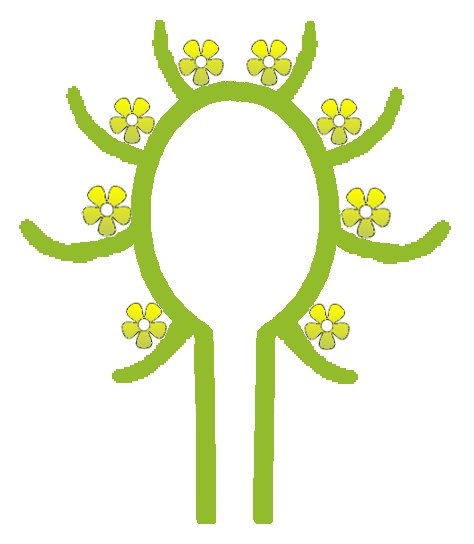
kegelvormig hoofdje
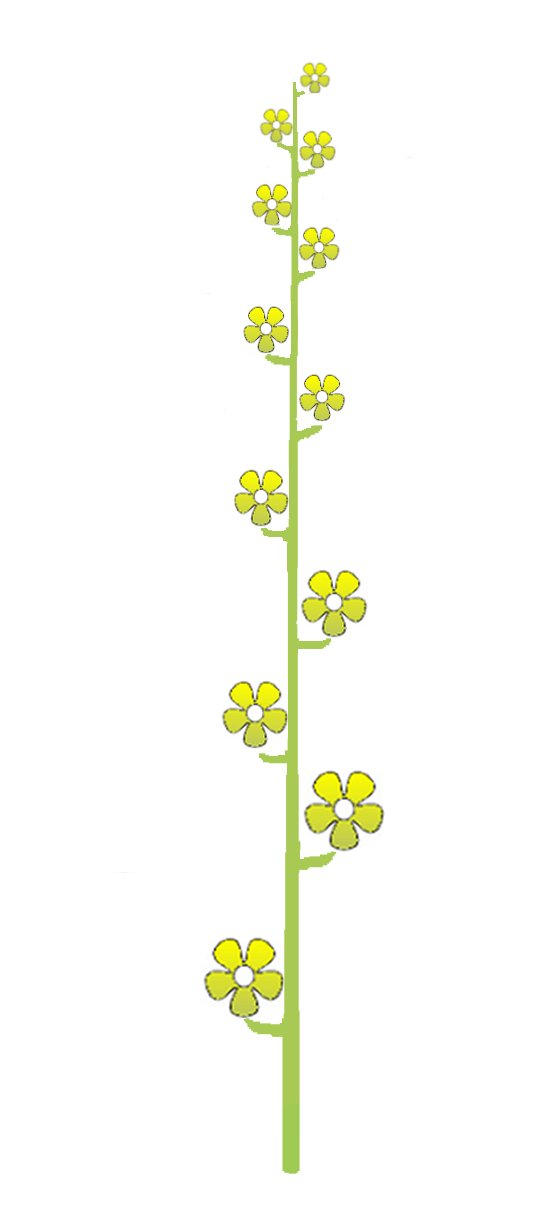
aar
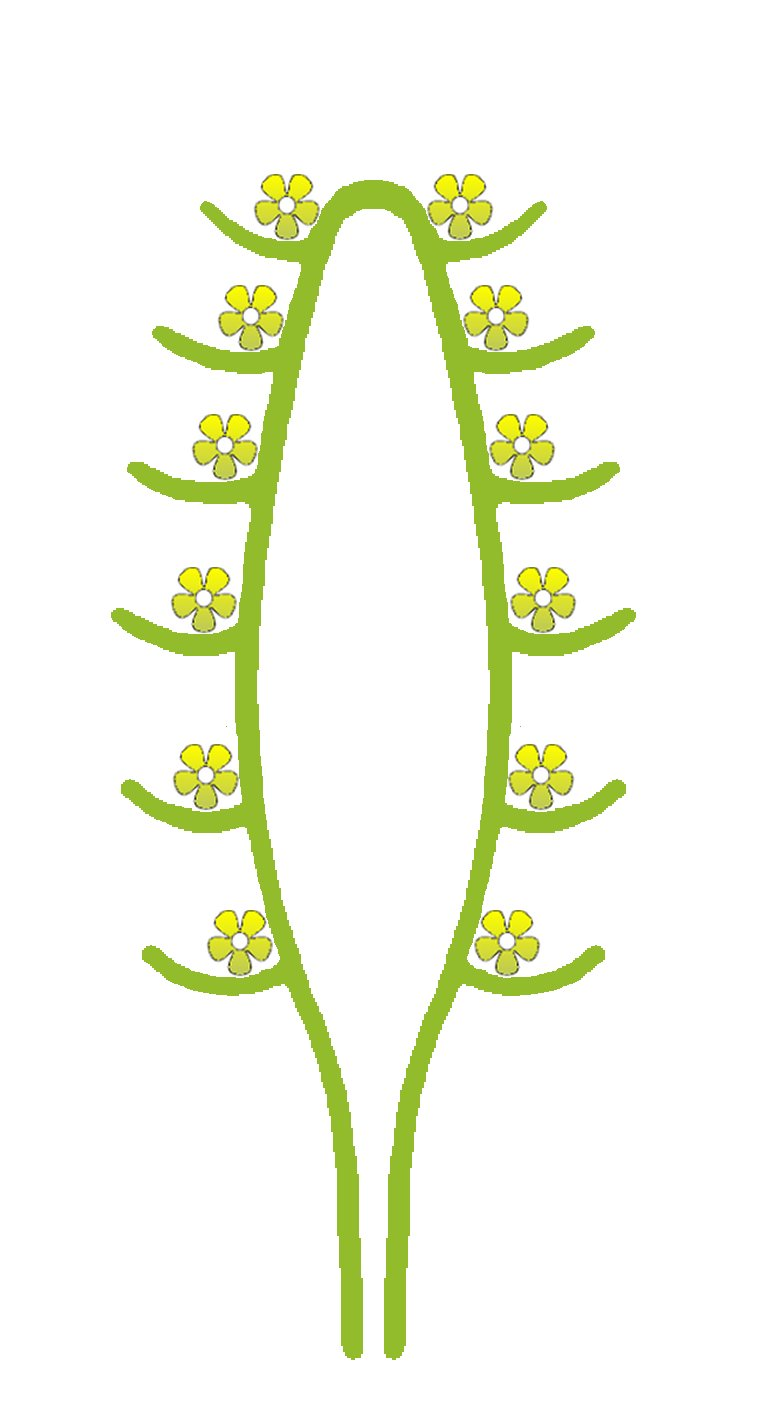
bloeikolf

### Gesteeldebloemen aan een (schijnbaar)onvertakteas
- tros (middelpuntzoekende, enkelvoudige bloeiwijze, bijvoorbeeld aalbes, herderstasje)
- schermvormige tros (de bloemstelen hebben een zodanige lengte, dat de bloemen zich op ongeveer gelijke hoogte bevinden, bijvoorbeeld gewone vogelmelk)
- bundel (meestal cymeuse bloeiwijze met een korte hoofdas en bloemsteeltjes van verschillende lengte, bijvoorbeeld heelbeen)
- scherm (middelpuntzoekende, enkelvoudige bloeiwijze, bijvoorbeeld sleutelbloem, ui)
- schijnkrans (bestaat uit twee ineengedrongen gevorkte bijschermen), bij lipbloemigen)
- eentakkig bijscherm of monochasium: met aan de as steeds maar een zijas, die gewoonlijk weer vertakt is (zie schroef, schicht, sikkel en waaier).

Gesteelde bloemen aan onvertakte as
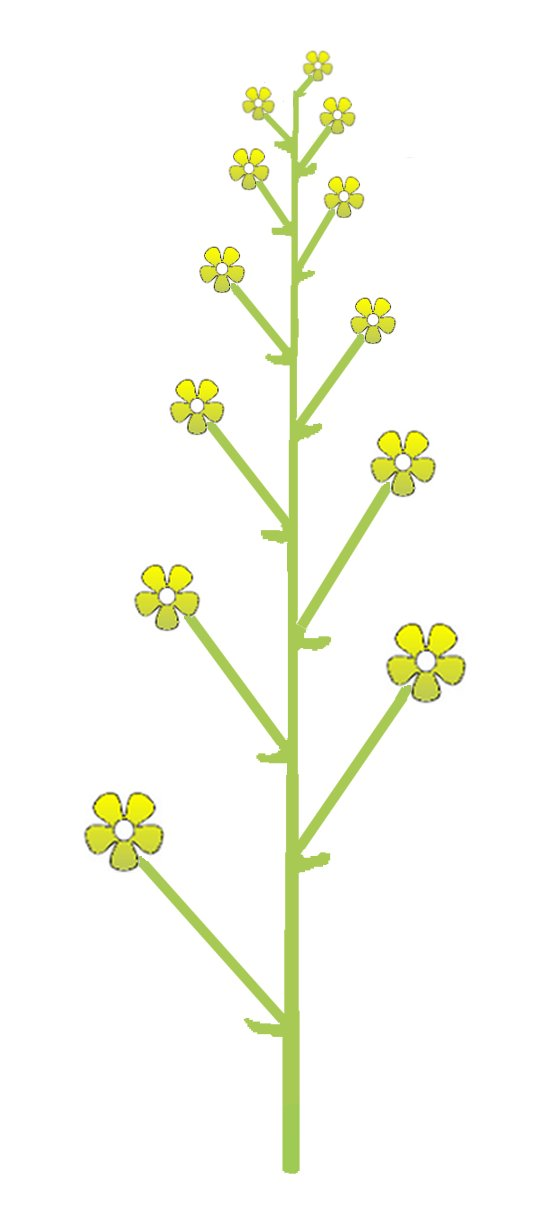
tros
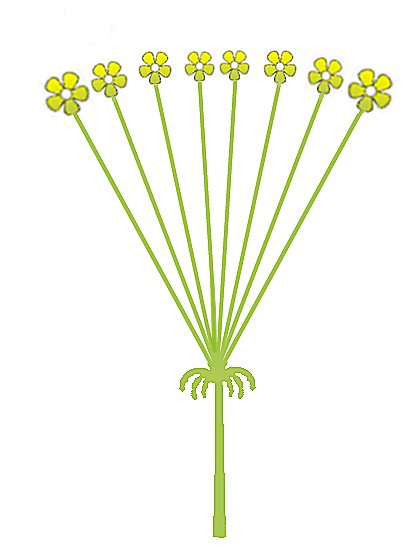
enkelvoudig scherm
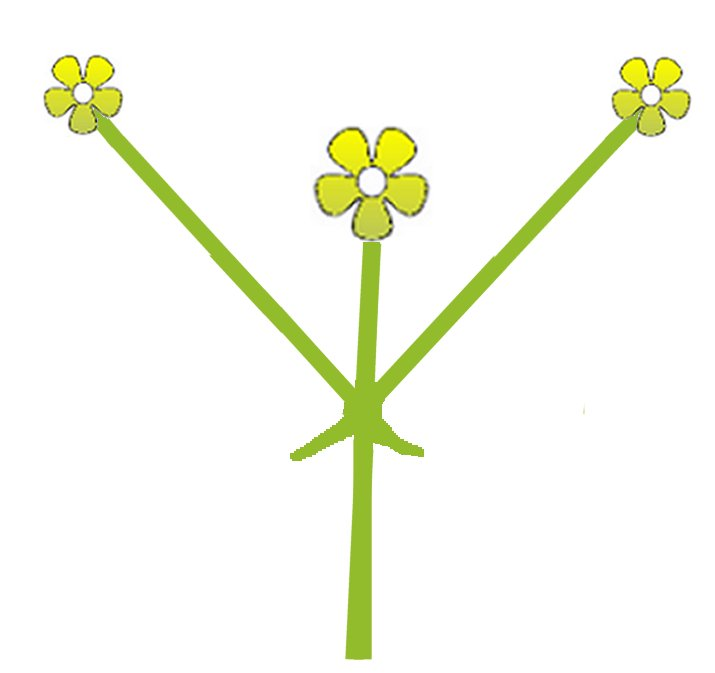
enkelvoudig gevorkt bijscherm

### Zicheenmaal vertakkendeassen
- schroef (middelpuntvliedend, gevorkt, eentakkig bijscherm, bijvoorbeeld Sint-janskruid)
- sikkel (middelpuntvliedend, ongevorkt, eentakkig bijscherm, bij russen)
- schicht (middelpuntvliedend, gevorkt, eentakkig bijscherm, veel bij ruwbladigen)
- waaier (middelpuntvliedend, ongevorkt, eentakkig bijscherm, bij lissenfamilie)

Zich eenmaal vertakkende assen
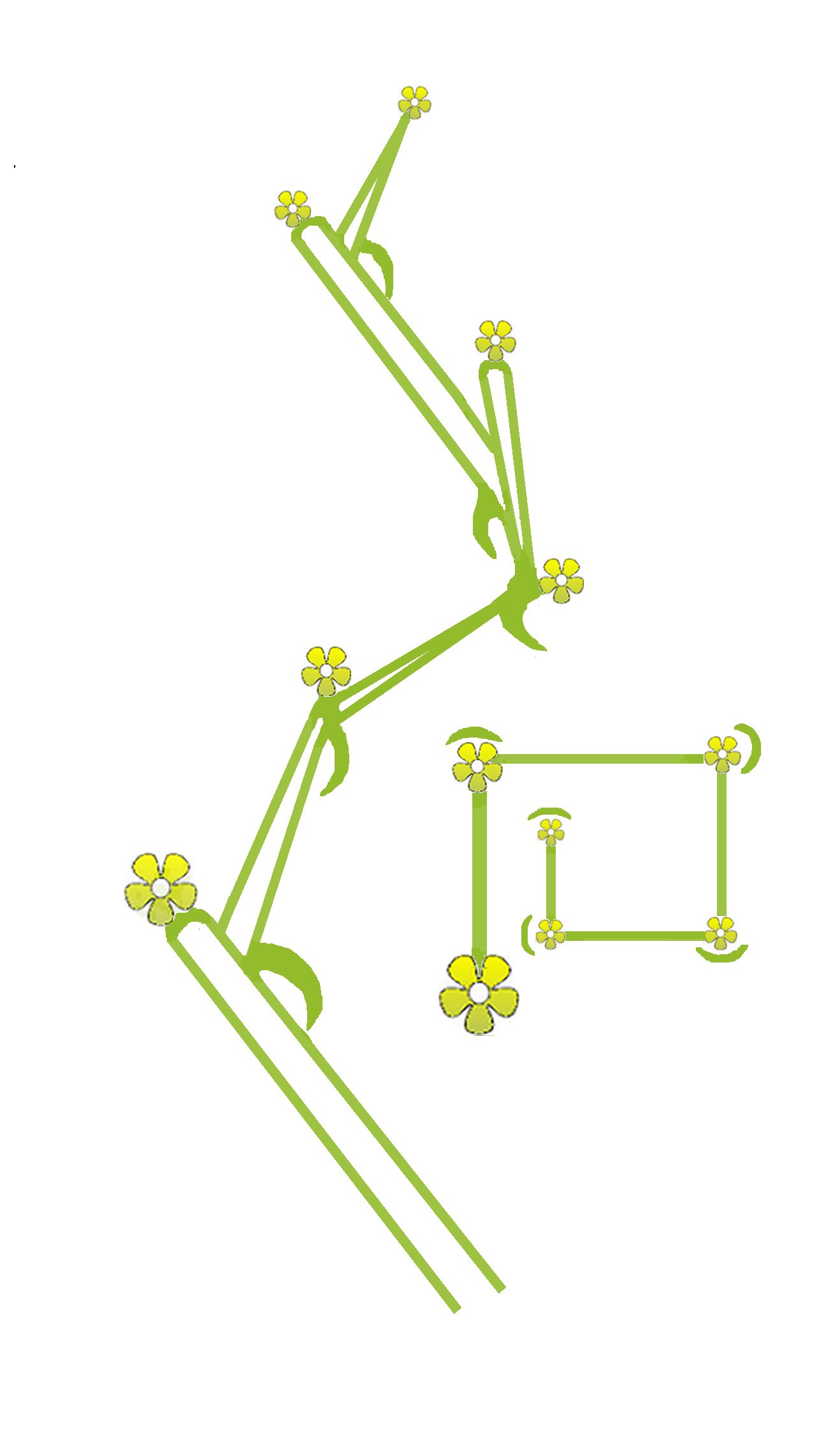
schroef zij- en bovenaanzicht
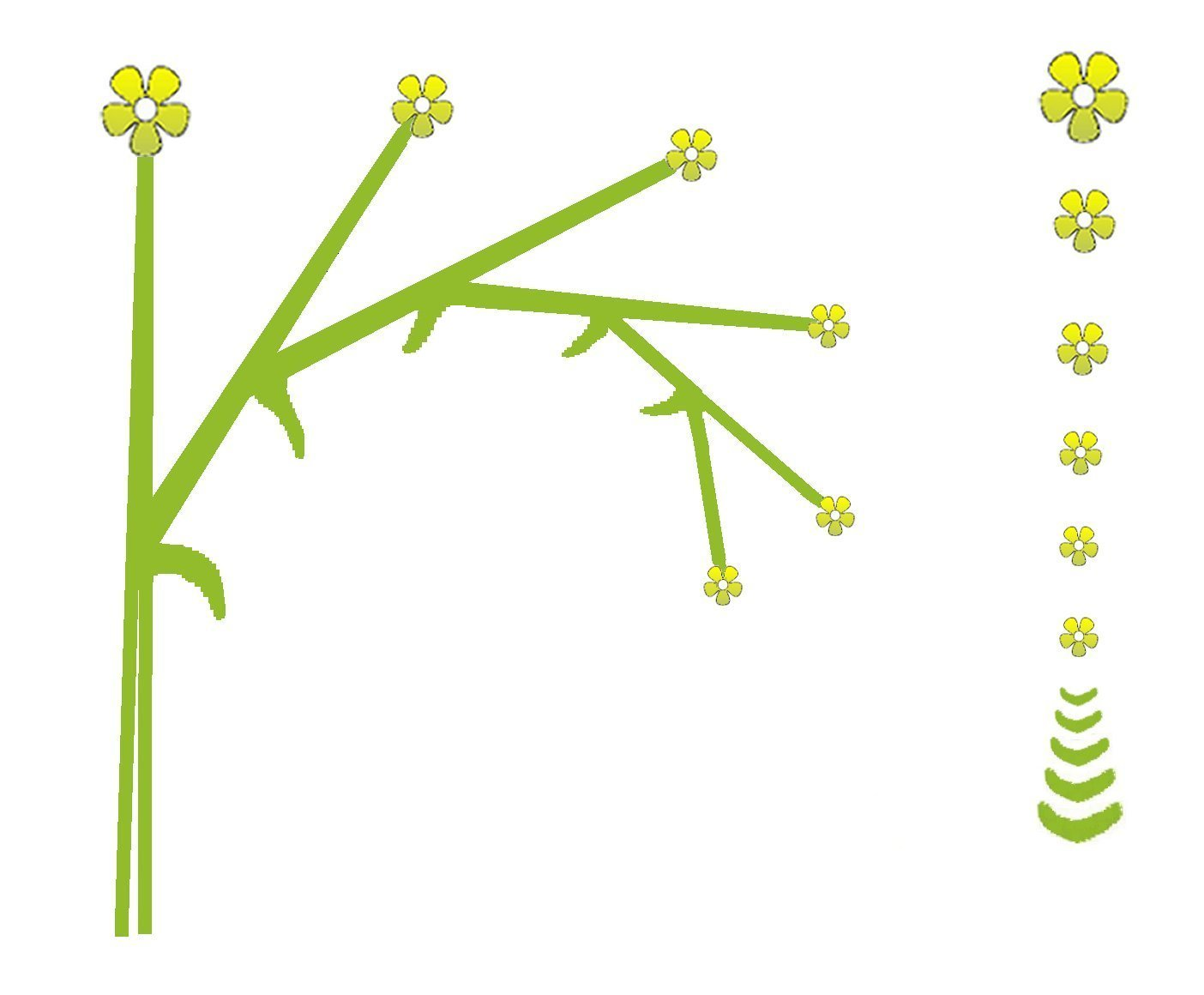
sikkel zij- en bovenaanzicht
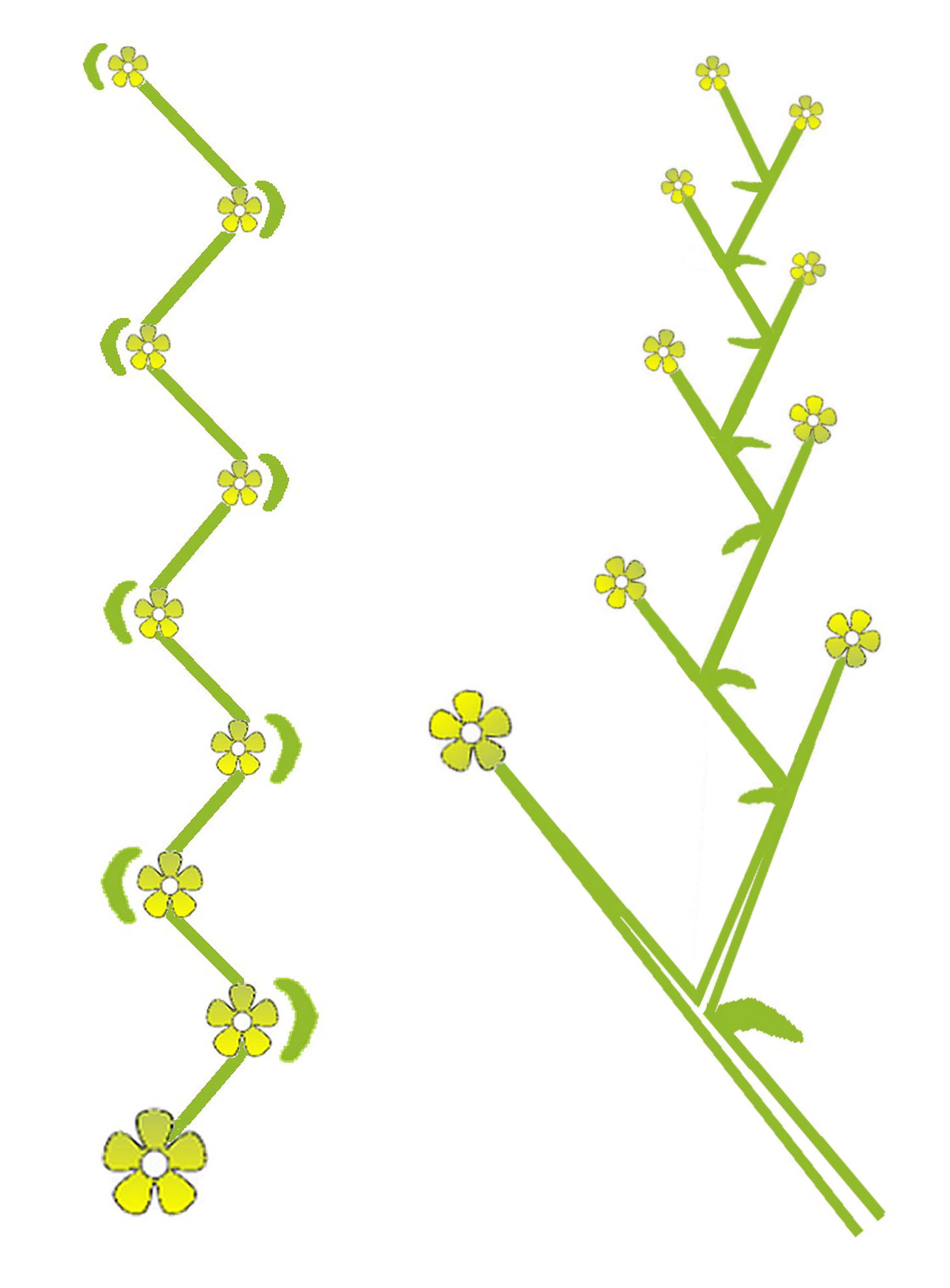
schicht boven- en zijaanzicht
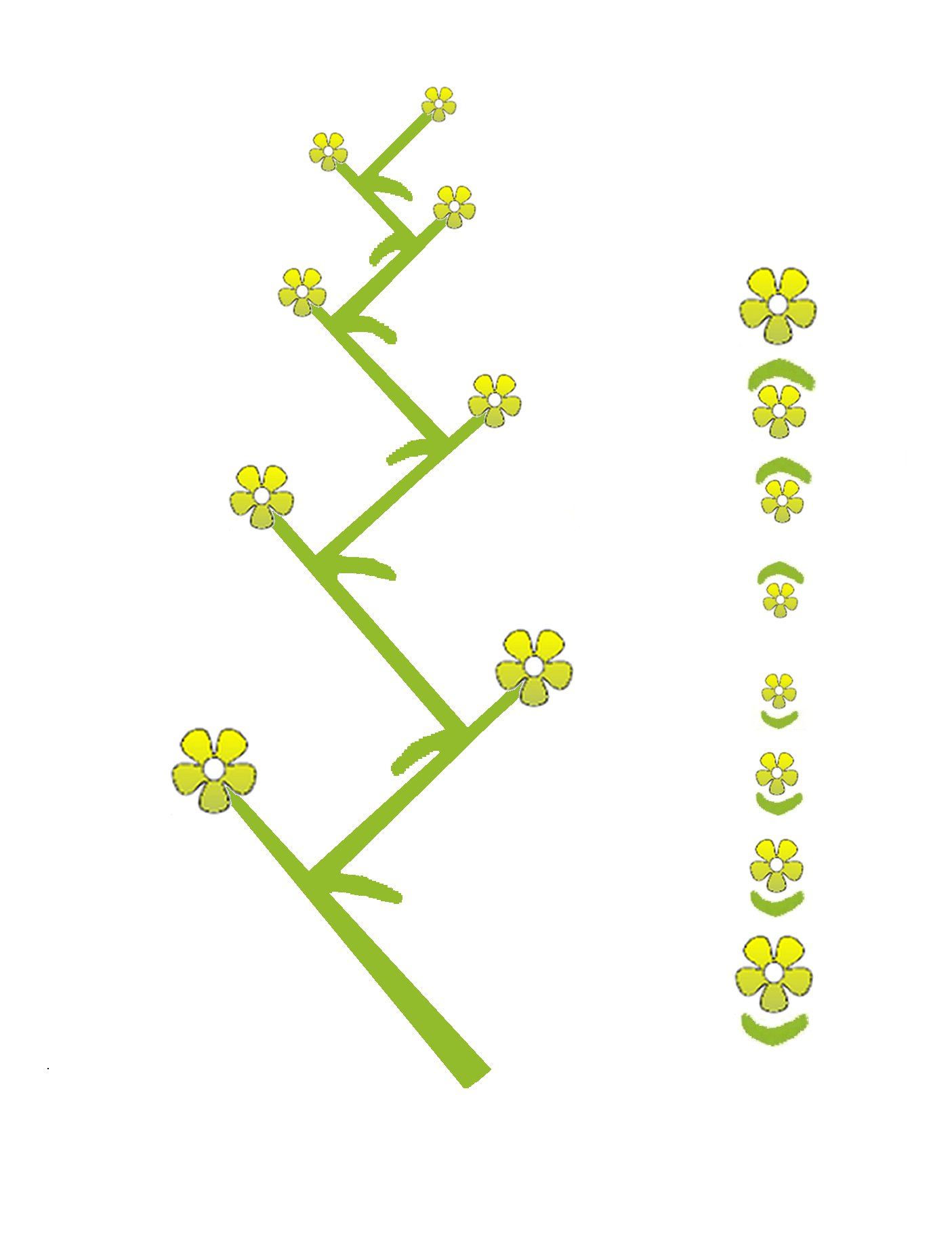
waaier zij- en bovenaanzicht

### Zichherhaaldelijk vertakkendeassen, ten minste twee zijassen per as
- samengesteld scherm (gemengde bloeiwijze, bij schermbloemen)
- samengesteld gevorkt bijscherm (bij anjerfamilie)
- samengestelde aar (als een aar, maar dan met aartjes in plaats van bloemen, bijvoorbeeld raaigras)
- pluim (gemengde bloeiwijze, bijvoorbeeld sering)
- dichasiale pluim (gemengde bloeiwijze, bijvoorbeeld liguster, vlinderstruik)
- tuil (gemengde bloeiwijze, bijvoorbeeld Gelderse roos)
- dichasiale tuil (gemengde bloeiwijze, bijvoorbeeld gewone vlier)
- thyrsus (gemengde bloeiwijze, bijvoorbeeld paardenkastanje)

Zich herhaaldelijk vertakkende assen
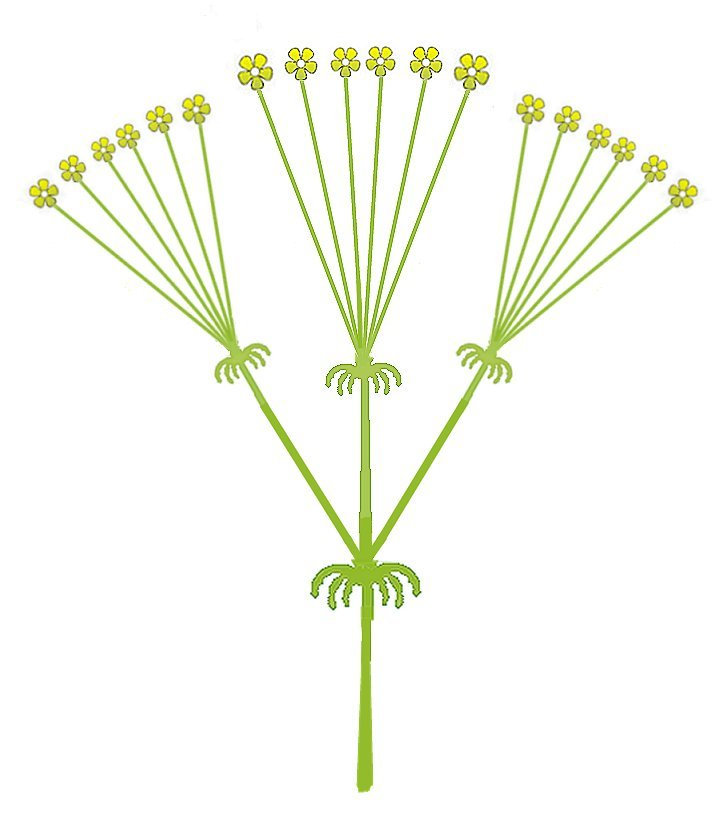
samengesteld scherm
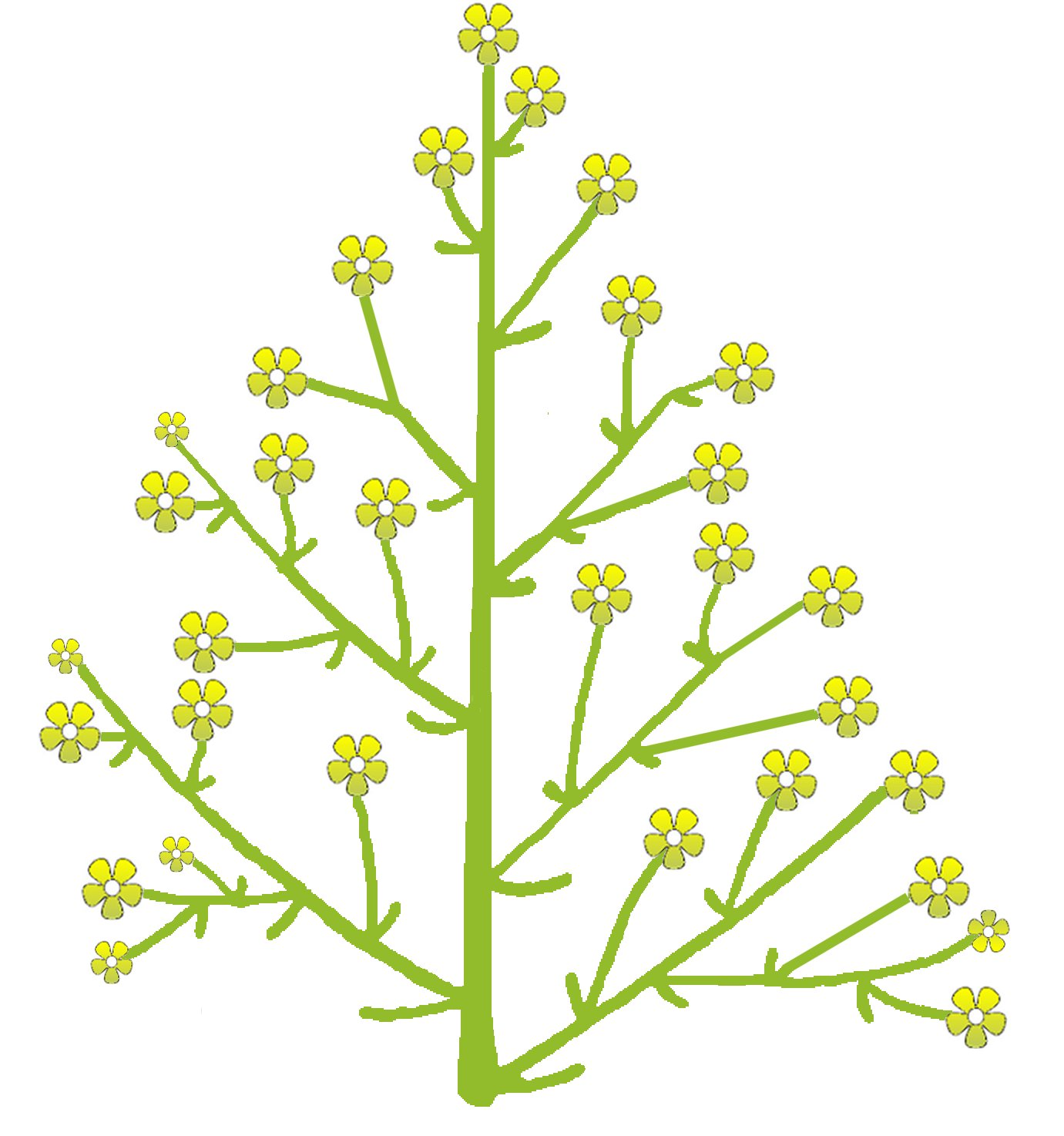
pluim
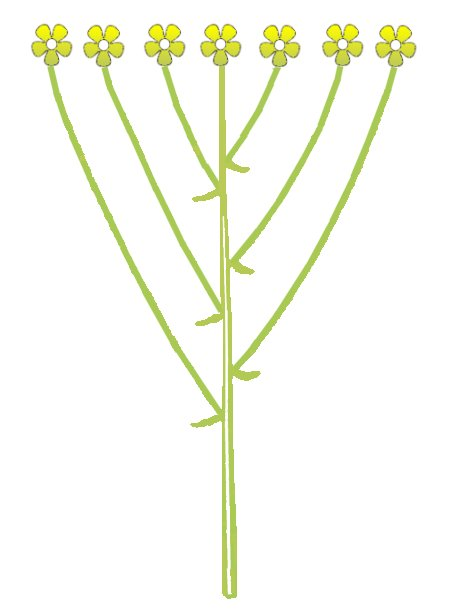
tuil
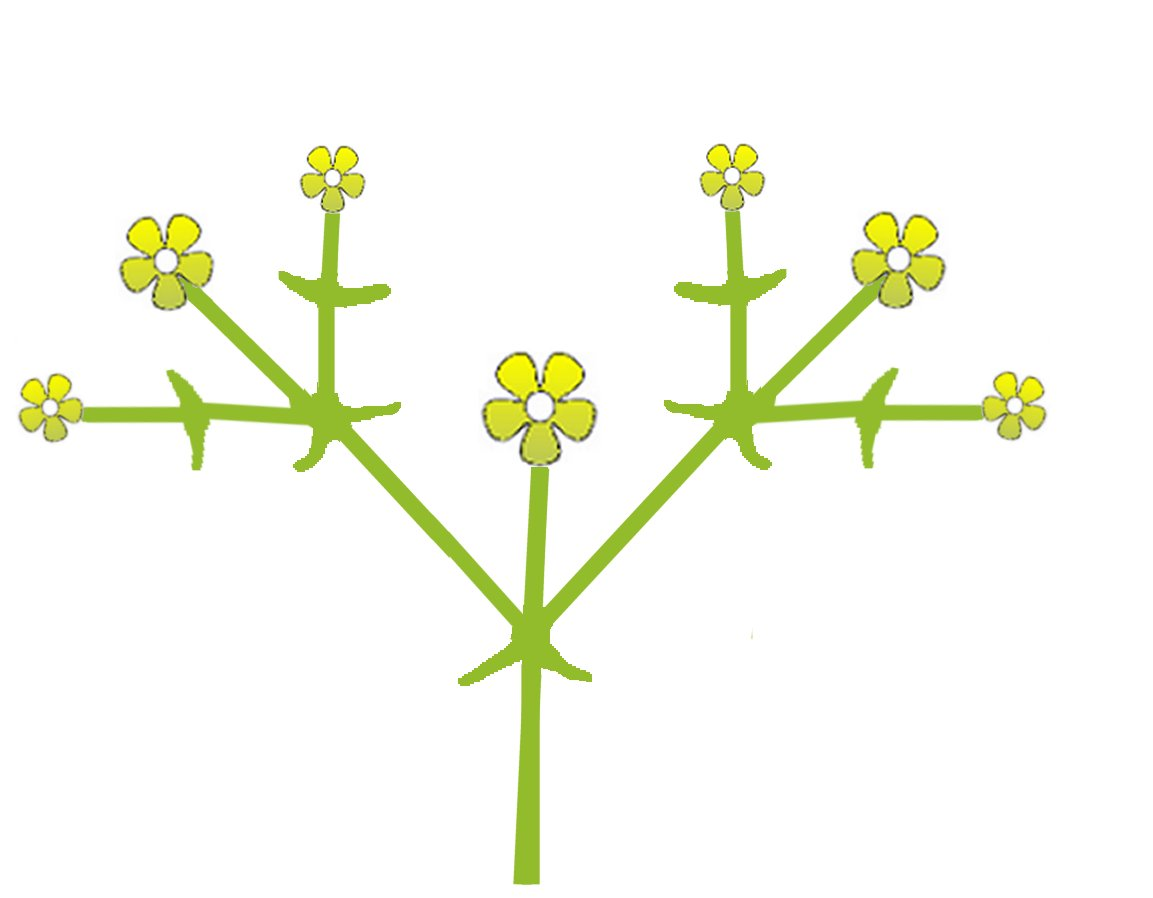
samengesteld gevorkt bijscherm
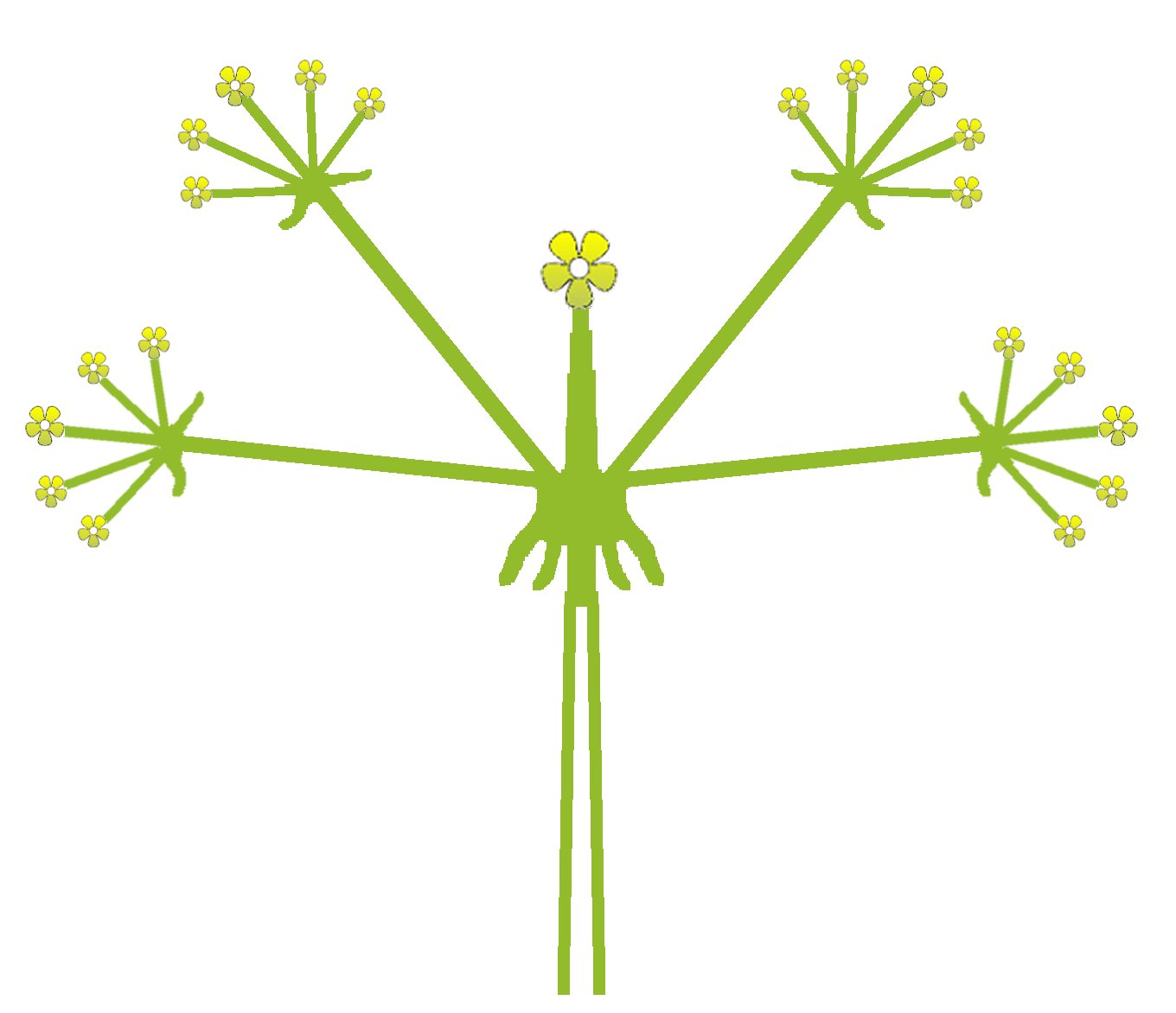
meertakkig bijscherm

### Samengestelde bloeiwijzen
Er zijn ook samengestelde bloeiwijzen zonder eenvoudige naam. Sommige van deze samengestelde bloeiwijzen bestaan zelf weer uit bloeiwijzen, en worden synflorescenties genoemd.
Voorbeelden samengestelde bloeiwijzen zijn:
- de pluimen bij vele grassen en cypergrassen, zoals bij de zeggesoorten[2], die weer bestaan uit pluimen of uit aartjes. De stengel van de bloeiwijze wordt bij grassen en granen wel 'halm' genoemd.
- de tuil bij duizendblad, die bestaat uit hoofdjes. De tuilen vormen soms weer een tuil.

Naamloze samengestelde bloeiwijzen
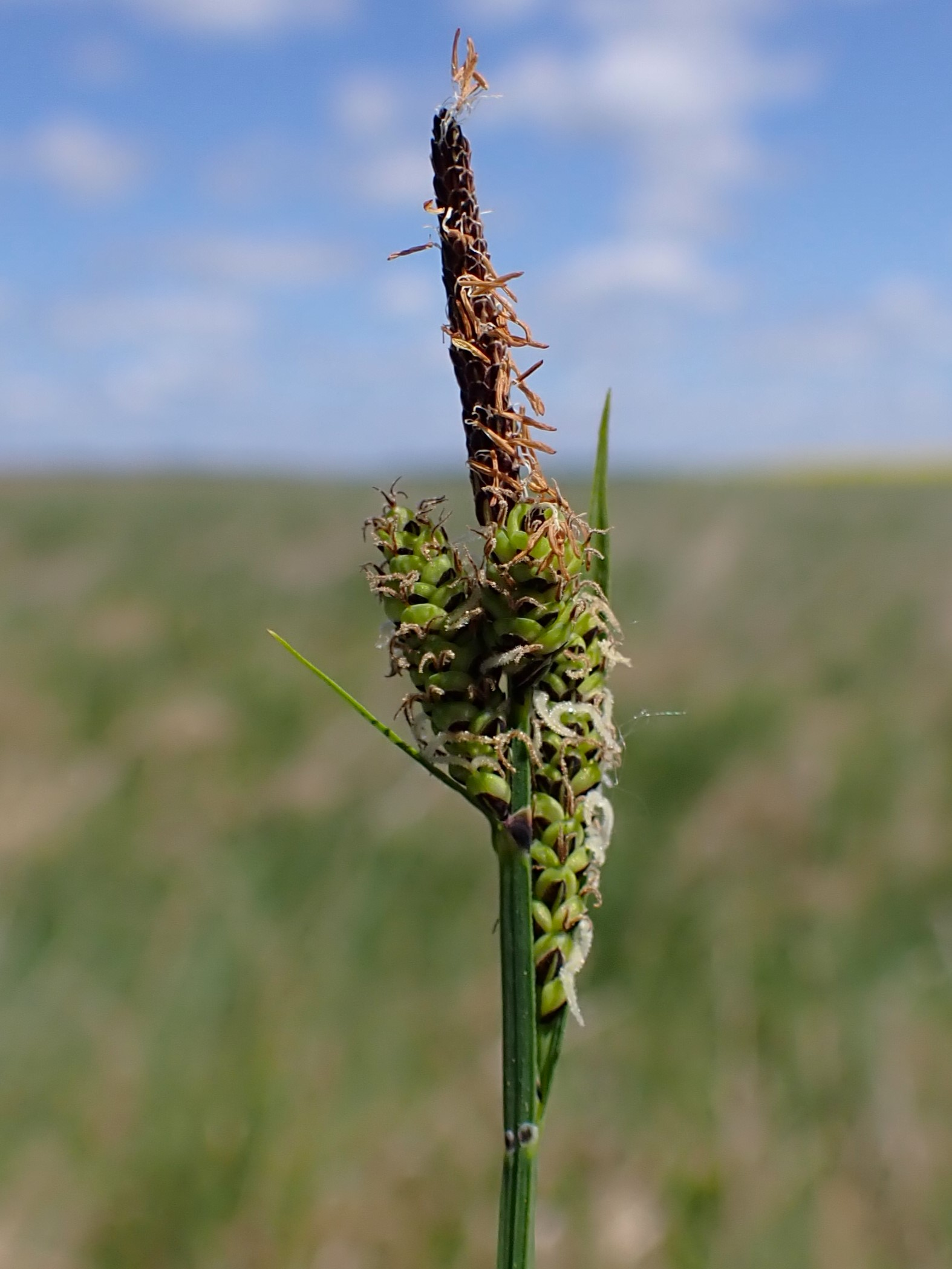
Zwarte zegge (Carex nigra)
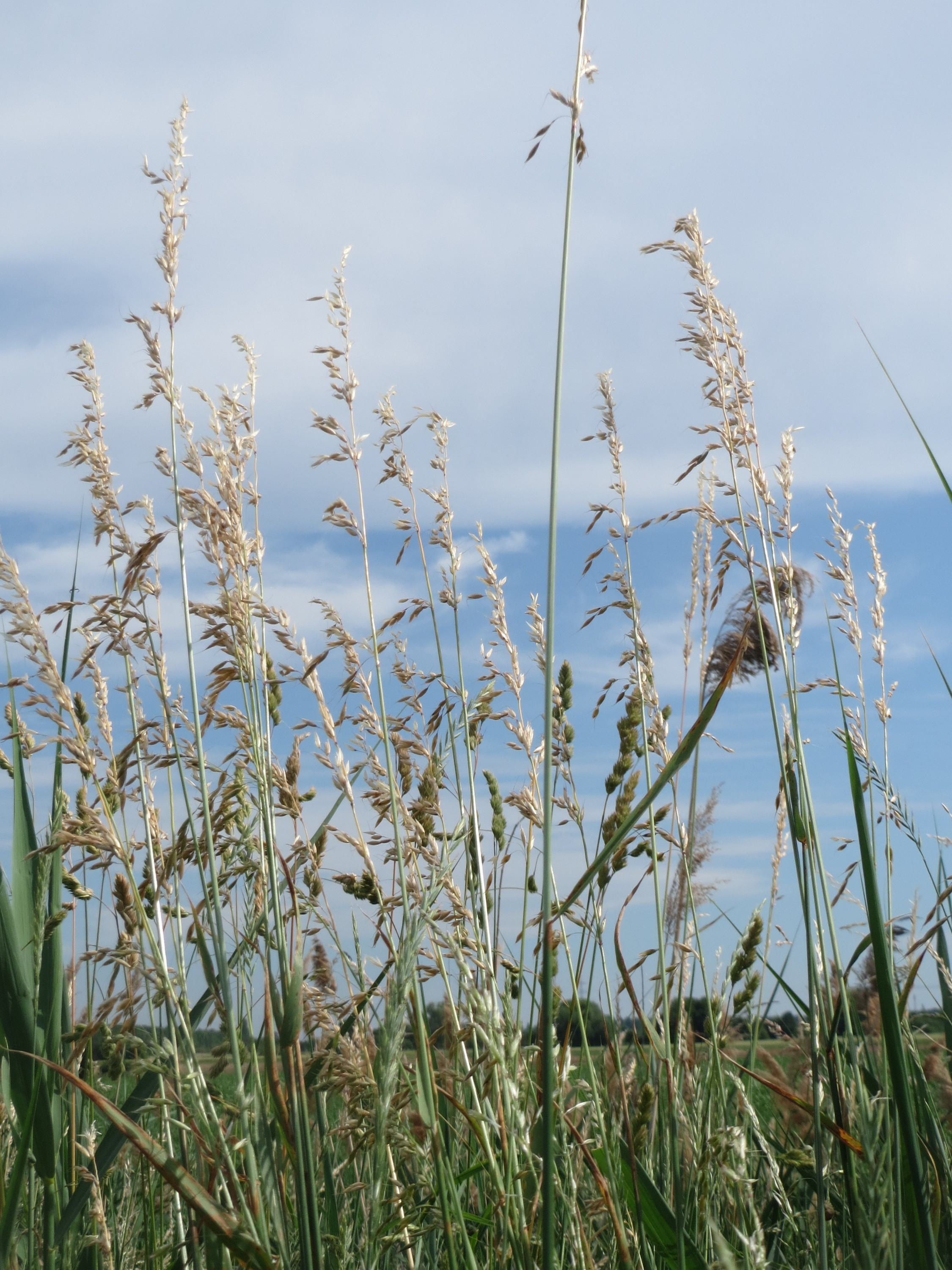
Gewone glanshaver (Arrhenatherum elatius)
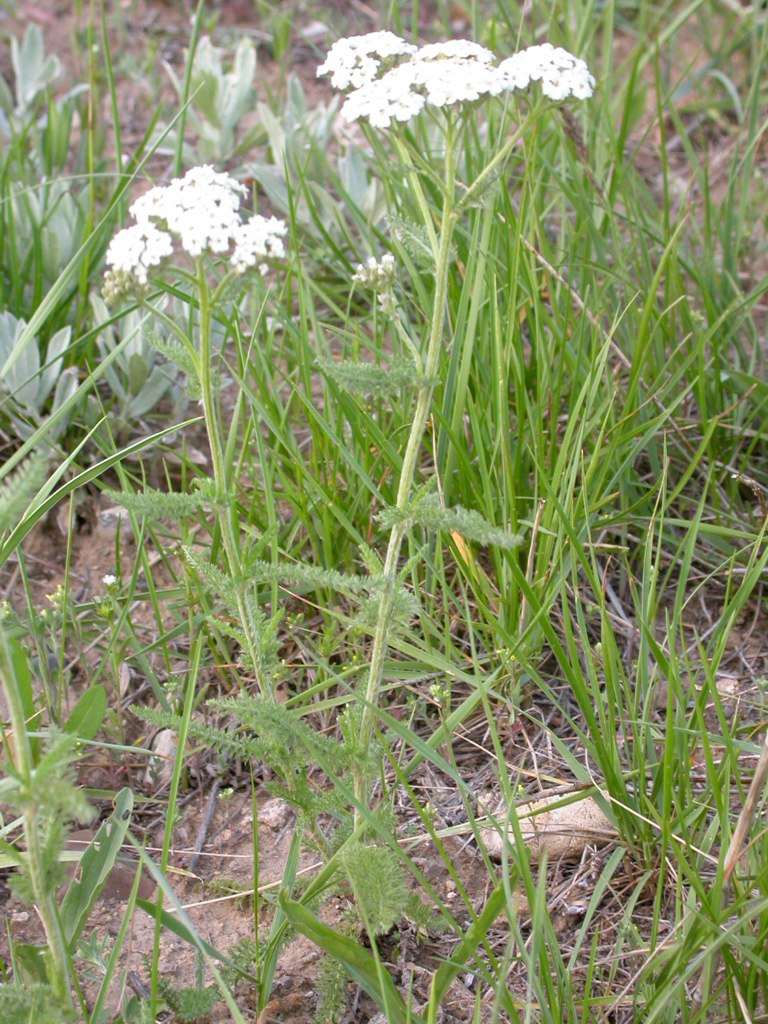
duizendblad (Achillea millefolium).